# Ziethen (Meklemburgia-Pomorze Przednie)
Ziethen (pol. Sitno) – gmina w Niemczech, w kraju związkowym Meklemburgia-Pomorze Przednie, w powiecie Vorpommern-Greifswald, wchodzi w skład  Związku Gmin Züssow.  